# Sorceress
Sorceress je dvanaesti studijski album švedskog heavy metal sastava Opeth. Diskografske kuće Moderbolaget Records i Nuclear Blast objavile su ga 30. rujna 2016. Grupa je 2. kolovoza 2016. objavila tekstualni spot za naslovnu pjesmu.
Sorceress je snimljen u velškom studiju Rockfield u kojem je snimljen i prethodni album Pale Communion. Skupina je prije same objave komentirala da je Sorceress "mračniji", "intenzivniji" i "žešći" od prethodnih dvaju albuma.
Album se popeo na prvo mjesto glazbene ljestvice u Njemačkoj, a pojavio se i na ljestvicama u Švicarskoj, Ujedinjenom Kraljevstvu, Sjedinjenim Američkim Državama, Austriji i Švedskoj.

## Snimanje
Frontmen sastava Mikael Åkerfeldt na službenim je stranicama Nuclear Blasta izjavio: "Novi album Sorceress naš je dvanaesti album od našeg nastanka [početkom] 1990-ih. Teško mi je prihvatiti činjenicu da postojimo već 26 godina, pa i to da smo do sada objavili dvanaest albuma, a ponosim se svima njima. Sorceress nije iznimka. Volim taj album, kao što ga voli i cijeli sastav. Skladao sam glazbu u pet-šest mjeseca, a [uradak] smo snimali samo dvanaest dana u studiju Rockfield u Walesu. Smatram da smo opet učinili jedan korak naprijed. Ili ukoso, ili unazad. Nekamo!? Drugačije je! Vrlo je raznolik. [...] Svjež je i star, progresivan i prerađen. Žestok i blag. [...]"
Iako Åkerfeldt ne smatra Sorceress konceptualnim albumom, nekoliko se pjesama bavi tematikom opasnih aspekata ljubavi. U intervjuu s američkim glazbenim časopisom Rolling Stone izjavio je: "Nadahnuli su me negativni aspekti ljubavi: ljubomora, zajebavanja, paranoja i sve ostalo što dolazi uz ono što je na koncu predivan osjećaj. To vrlo cijenim u svojem životu, no to ti može i škoditi, kao što je škodilo meni." Kao dodatno nadahnuće za razvoj albuma Åkerfeldt je naveo talijanski progresivni sastav Il Paese dei Balocchi i njegov istoimeni album iz 1972.

## Turneja
Opeth je 19. kolovoza 2016. krenuo na svjetsku turneju koju je započeo koncertom na festivalu Pukkelpop Festival 2016 u Kiwit-Hasseltu u Belgiji, nakon čega je održao nekoliko koncerata u SAD-u, Kanadi i Meksiku, a zatim se vratio u Europu, gdje je posljednji koncert održao 24. studenog 2016. u Berlinu.

## Popis pjesama
Tekstovi: Mikael Åkerfeldt, glazba: Mikael Åkerfeldt, osim pjesme "Strange Brew" koju je skladao s Fredrikom Åkessonom.
| 1.    | »Persephone«                 | 1:51 |
| 2.    | »Sorceress«                  | 5:49 |
| 3.    | »The Wilde Flowers«          | 6:49 |
| 4.    | »Will o the Wisp«            | 5:07 |
| 5.    | »Chrysalis«                  | 7:16 |
| 6.    | »Sorceress 2«                | 3:49 |
| 7.    | »The Seventh Sojourn«        | 5:29 |
| 8.    | »Strange Brew«               | 8:44 |
| 9.    | »A Fleeting Glance«          | 5:06 |
| 10.   | »Era«                        | 5:41 |
| 11.   | »Persephone (Slight Return)« | 0:54 |
| 56:35 |                              |      |

| Bonus disk 2 s digipak inačice | Bonus disk 2 s digipak inačice | Bonus disk 2 s digipak inačice | Bonus disk 2 s digipak inačice | Bonus disk 2 s digipak inačice | Bonus disk 2 s digipak inačice | Bonus disk 2 s digipak inačice | Bonus disk 2 s digipak inačice | Bonus disk 2 s digipak inačice | Bonus disk 2 s digipak inačice |
| Br.                            | Skladba                        | Trajanje                       |                                |                                |                                |                                |                                |                                |                                |
| ------------------------------ | ------------------------------ | ------------------------------ | ------------------------------ | ------------------------------ | ------------------------------ | ------------------------------ | ------------------------------ | ------------------------------ | ------------------------------ |
| 1.                             | »The Ward«                     | 3:13                           |                                |                                |                                |                                |                                |                                |                                |
| 2.                             | »Spring MCMLXXIV«              | 6:11                           |                                |                                |                                |                                |                                |                                |                                |
| 3.                             | »Cusp of Eternity« (uživo)     | 5:44                           |                                |                                |                                |                                |                                |                                |                                |
| 4.                             | »The Drapery Falls« (uživo)    | 10:23                          |                                |                                |                                |                                |                                |                                |                                |
| 5.                             | »Voice of Treason« (uživo)     | 8:10                           |                                |                                |                                |                                |                                |                                |                                |
| 33:41                          |                                |                                |                                |                                |                                |                                |                                |                                |                                |

## Komercijalni uspjeh
Sorceress je tijekom prvog tjedna objave u SAD-u prodan u više od 16.000 primjeraka, zbog čega se popeo na dvadeset i četvrto mjesto američke ljestvice albuma. U Njemačkoj je album debitirao na prvom mjestu ljestvice albuma, zbog čega je Sorceress postao prvi Opethov album koji je ondje dosegao to mjesto. Album se pojavio i na ljestvicama u Švicarskoj i Austriji, gdje je postao jedan od 10 najprodavanijih albuma, dok je na ljestvici albuma u Ujedinjenom Kraljevstvu dosegao jedanaesto mjesto. U Švedskoj je zauzeo sedmo mjesto.

## Recenzije
Sorceress je uglavnom dobio pozitivne kritike. Matthias Mineur iz časopisa Classic Rock izjavio je da su Mikael Åkerfeldt i Opeth zašli u džezistički teritorij još tijekom snimanja albuma Pale Communion iz 2014. i da je Mikael vrlo vjerojatno bio nadahnut glazbenim legendama iz 1970-ih kao što su Jethro Tull, Wishbone Ash i King Crimson. Pjesmu "Will o the Wisp", posvećenu Ianu Andersonu, opisao je kao Opethov parnjak pjesme "Dun Ringill" s albuma Stormwatch Jethro Tulla iz 1979. Nik Brückner, jedan od kritičara sa stranice Babyblauen, izjavio je da je album blues retro-rock-djelo sa suvremenim prog-dionicama, što je također zamijetio i drugi kritičar Marc Colling. Komentirao je da je album povezan s Pale Communionom i da to pokazuje da se sastav potpuno odijelio od svojih glazbenih početaka. Poput Brücknera Colling je također zaključio recenziju preporučujući uradak svakom slušatelju zainteresiranom za visokokvalitetni prog rock.
Marc Halupczok iz njemačke inačice časopisa Metal Hammer komentirao je da je tim albumom grupa pokušala predstaviti svoju današnju glazbu obožavateljima albuma Ghost Reveries; izjavio je i da, usprkos tome što su mnogi obožavatelji ranijeg stila bili razočarani tim albumom, Sorceress ostaje odličnim albumom izvanredne skupine. Manuel Berger sa stranice laut.de albumu je čak dodijelio najveću ocjenu i komentirao da je uradak uglavnom blag, ali da je Opeth uspio stvoriti još jedan dio slagalice koji prije nije postojao. Alex Klug sa stranice metal.de također je pohvalio Sorceress, iako je komentirao da je njegova druga polovica pomalo slabija u usporedbi s prvom. Thomas Berger s mrežnog mjesta powermetal.de jedino je kritizirao zvuk na albumu; izjavio je da sastav zvuči potpuno jednako kao i na prethodnim dvama albumima i da se zvuk samo nastavlja razvijati u tom smjeru, no ipak je zaključio da je Sorceress ljupko djelo prepuno talenta i karaktera zbog kojeg ljubav prema glazbi postaje opipljiva.

## Zasluge
| Opeth - Mikael Åkerfeldt – vokali, gitara, produkcija - Martín Méndez – bas-gitara - Martin Axenrot – bubnjevi, udaraljke - Fredrik Åkesson – gitara - Joakim Svalberg – prateći vokali, klavijature, Hammondove orgulje, melotron, čembalo, glasovir, udaraljke, Fender Rhodes 88, Moogov sintesajzer Dodatni glazbenici - Will Malone – aranžman gudačkih glazbala - Pascale Marie Vickery – recitacija (na pjesmama 1 i 11) | Ostalo osoblje - John Davis – masteriranje - Robbie Nelson – inženjer zvuka (gudačkih glazbala) - Nina Johansson – dizajn - Travis Smith – naslovnica, dizajn - Tom Dalgety – produkcija, inženjer zvuka, miksanje |